# Aino Lepojärvi
Aino Lepojärvi (1999) è una giocatrice di football americano finlandese, che gioca come runningback per le Oulu Northern Lights.
In precedenza ha giocato per le Rovaniemi Nordmen.

## Palmarès
- 1 Europeo (2019)